# Somaliska köket

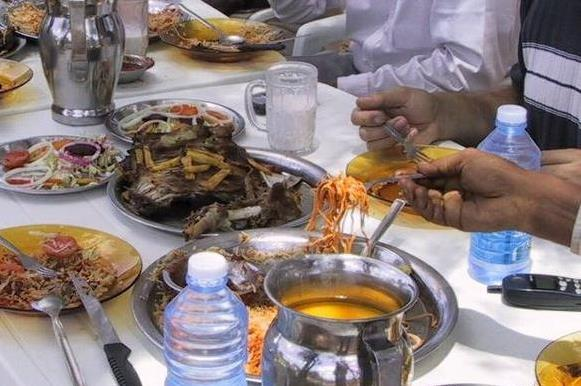
Flera traditionella somaliska rätter.

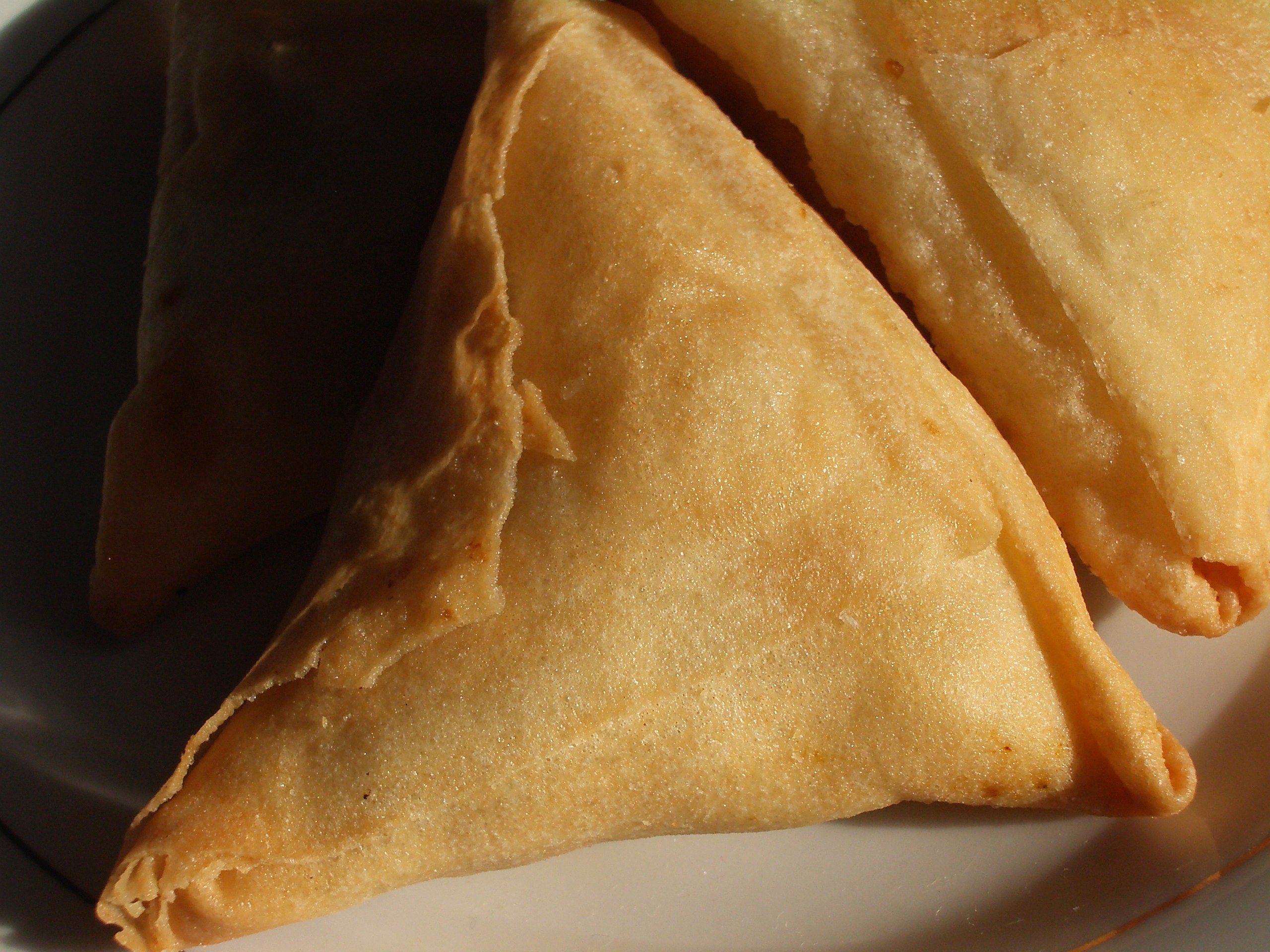
Sambuusa eller samosa.

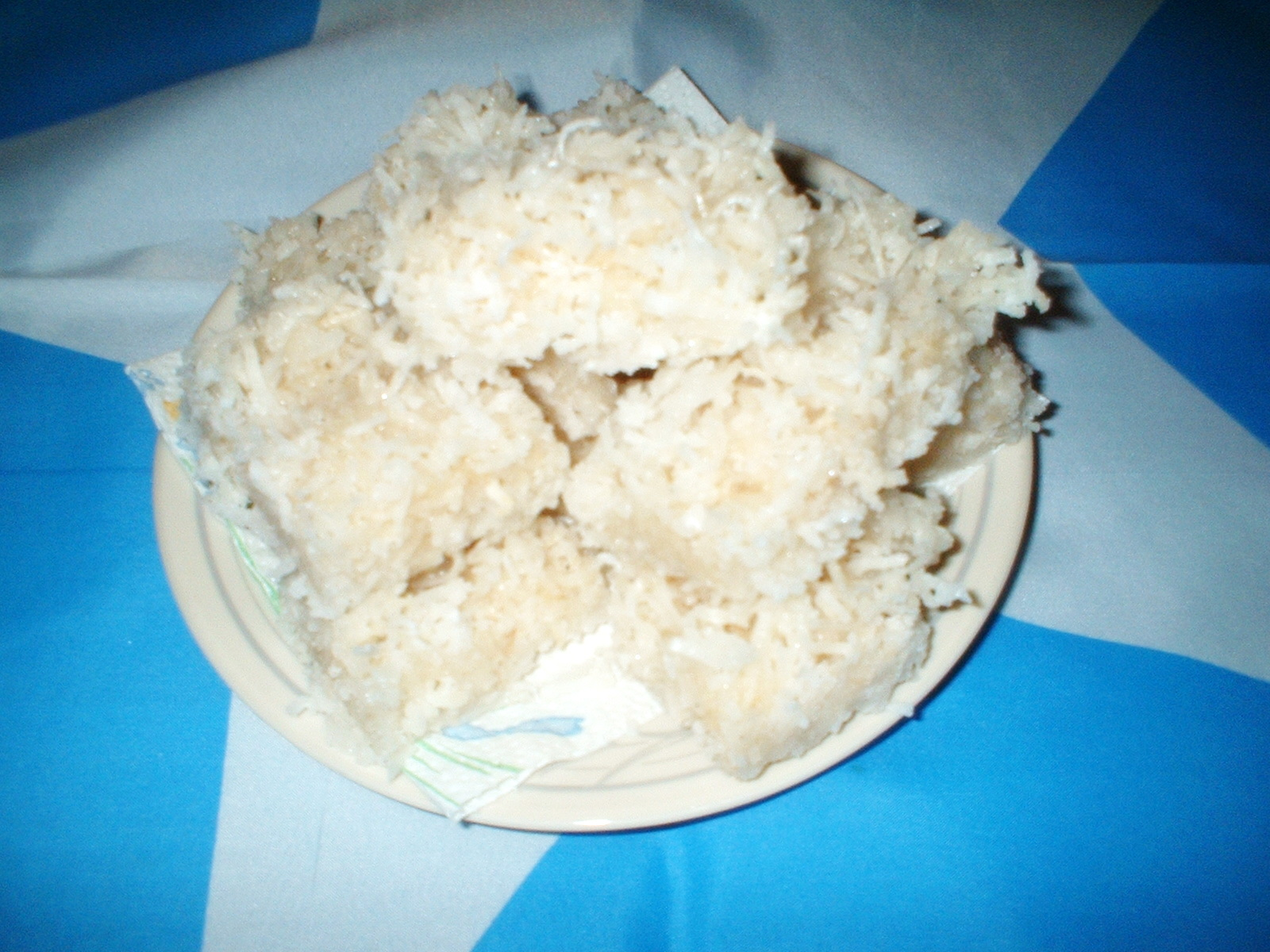
Gashaato, en somalisk efterrätt.

Det somaliska köket varierar från region till region och består av en exotisk blandning av somaliska, etiopiska, jemenitiska, persiska, turkiska, indiska och italienska influenser. Det är en produkt av Somalias rika tradition av handel. Trots mångfalden finns det fortfarande en sak som förenar de olika regionala köken: all mat serveras halal. 
Ett av de viktigaste målen i Somalia är frukosten, Quraac. Ofta börjar man dagen med någon sorts shaah, te. Huvudrätten i frukosten är vanligen canjeero, den somaliska versionen av de etiopiska injera. Boorish eller mishaari (gröt) är vanligt i Mogadishu. Den är identisk med gröten som äts i Italien, men med smör och socker tillsatt för smakens skull. I den norra delen av landet är rooti eller bröd väldigt populärt. I hela landet äts en sötare typ av canjeero kallad malawax.
Qado, eller lunchen, är ofta detaljerad, och det är här man kan finna de flesta exotiska maträtterna. Olika sorters ris, bariis, speciellt basmati, serveras ofta till varmrätten. kryddor som kummin, kardemumma, kryddnejlika, kanel och kryddsalvia används för att smaksätta de olika risrätterna. I syd är det ganska vanligt med en blandning av ris och grönsaker, och ibland även kött, kallat iskudhexkaris. I Mogadishu äts mycket buskeeti (stek) och kaluun (fisk). Baasto (pasta) är populärt i syd och serveras ibland ihop med en banan.
Somalier serverar middag så sent som efter klockan åtta på kvällen. Cambuulo är en av de mest populära maträtterna och utgörs av kokade azukibönor blandade med smör och socker. Rooti iyo xalwo, brödskivor och somalisk gelé, är en annan vanlig rätt. Innan sängdags dricks ofta ett glas mjölk kryddat med kardemumma.
Sambuusa, den somaliska versionen av de sydasiatiska samosa, är förmodligen det mest populära mellanmålet i Somalia. Kabaab (kebab) är mindre vanligt men äts av en del somalier. Frukter som mango, guava, banan och grapefrukt äter man nästan alltid till mellanmålen. Gashaato eller qumbe, med kokosnöt, oljor och socker, samt kryddat med kardemumma, är en älskad efterrätt.